# Antonio Soller
Antonio Soller (Lisboa, 10 d'agost de 1840 - ?) fou un pianista i compositor portuguès.
Estudià les dues carreres a la vegada, la pintura i la música, optant al final per aquesta última. El 1865 fixà la seva residència a Porto, on es dedicà a l'ensenyança i començà la seva carrera com a compositor. Més tard, desitjós de perfeccionar-se en el seu art, visità França, Itàlia i Bèlgica, i el 1884 dedicà al rei Humbert una marxa titulada Heroisme. Una altra composició semblant, que dedicà a Victor Hugo, fou executada per les bandes militars de Portugal, Espanya, França, Alemanya i Rússia.
Entre les seves altres composicions cal mencionar: L'ètoile d'Espagne, tanda de valsos; Chant des oiseaux; La source, caprici brillant; Les cloches de Westminster, nocturn; Tarantela; Polonesa; Scherzo; Simfonia a gran orquestra; Souvenir dÀlsace; l'opereta A vivandeira, i diverses marxes triomfals i fúnebres.